# HMS Spårö (M12)
HMS Spårö (M12) är ett röjdykarfartyg av Spårö-klass. Två fartyg i klassen, HMS Sturkö (M14) och HMS Spårö, byggdes om år 2004 till 2005. Möjligheten att lägga ut ett minsvep togs bort och istället utrustades båtarna med diverse röjdyksinstallationer. Möjligheten att söka och identifiera minor med hjälp av sonar och Rov är bibehållen.
Bemanningen består av fyra officerare, fem specialistofficerare, fyra sjömän och fyra röjdykare. Motorer och fart är som för Styrsö-klassen.

HMS Spårös vapen.